# Calibre
calibre är en fri och öppen källkod e-bokprogramvara som kan köras på flera plattformar, tillåter användare att hantera 
e-boksamlingar samt att skapa, redigera och läsa e-böcker.

## Historik
Utvecklingen av calibre började 31 oktober 2006 strax efter lanseringen av Sony PRS-500, den första läsaren som var baserad på elektroniskt bläck och som började säljas kommersiellt i USA. Då det visade sig att PRS-500 inte alls var kompatibel med Linux, bestämde sig Koyal att utreda hur läsaren använde USB-protokollet för att få det att fungera på Linux. Med stöd från MobileReads forum föddes den första versionen av calibre, (då med namnet libprs500).
På den tiden fanns det inga tillfredsställande verktyg för att konvertera Sony Readers LRF-format, så Koyal bestämde sig för att göra ett konverteringsprogram för de mest populära e-boksformaten. Det här konverteringsprogrammet blev mycket populärt och visade sig vara mycket bättre än SONY:s - oftast obefintliga - erbjudanden. Programmet användes av många, bland annat flera förlag, för att producera den första generationen av böcker i LRF-format.
2008 bytte programmet namn till calibre [kali-ber]. Namnet skrivs med gemener.

## Utmärkande drag

### Funktioner
- Bibliotekshantering
- E-bokskonvertering
- Synkronisering med e-boksläsplattor
- Nerladdning av nyheter från webben och konvertering av dem till e-bokformat
- Innehållsrik e-boksläsare
- Mediaserver för nätaccess av din boksamling
- E-bokseditor för de flesta vanliga e-boksformaten